# W głębinach oceanu
W głębinach oceanu. Powieść fantastyczna dla młodzieży – powieść przygodowa (marynistyczna i fantastycznonaukowa) dla młodzieży Władysława Umińskiego z 1920 roku, inspirowana powieścią Dwadzieścia tysięcy mil podmorskiej żeglugi Julesa Verne’a.
Osią fabuły jest wyprawa łodzią podwodną na biegun północny.

## Historia wydań
Pierwsze wydanie powieści miało miejsce w 1920 w wydawnictwie Gebethner i Wolff. Kolejne edycje miały miejsce w latach 1925 i 1944.

## Fabuła
Bohater powieści jest Kornel de Convielle, „młody, przedsiębiorczy naukowiec”, który wyrusza na wyprawę polarną na biegun północny w celu zdobycia sławy i ręki ukochanej. Wyprawa używa okrętu podwodnego o nazwie „Neptun” („Kształtu rekina ... o mocy pięciu tysięcy koni parowych może zanurzać się na głębokość dwustu metrów i osiągać dwadzieścia węzłów przepływając cztery tysiące mil bez wytchnienia”), przypominającego Verne’owskiego „Nautilusa”. Podróżnicy muszą zmierzyć się z awarią statku w pobliżu bieguna; dwóch członków załogi, w tym Convielle, opuszcza okręt i podróżuje na powierzchni, podczas gdy inżynier naprawia statek. Wyprawa kończy się powodzeniem, gdy naprawiony statek rusza ponownie i ratuje Convielle’a i drugiego załoganta, aczkolwiek w drodze powrotnej „Neptun” ulega rozbiciu, wpadając na podwodną skałę. Załoga uchodzi cało, a powieść kończy się "happy endem" - ślubem de Conviella.

## Odbiór
Powieść jest zaliczana do najpopularniejszych dzieł Umińskiego.
W 1929 książkę zrecenzowała Komisja Oceny Książek do Czytania dla Młodzieży Szkolnej. Recenzent napisał, że "jest to jedna z licznych książek fantastycznych o wyprawie do bieguna i o łodzi podwodnej na wzór powieści Verne'a. Choć pozbawiona głębszej treści ideowej i poważniejszej wartości artystycznej, powieść ta jest interesująca przez swoje liczne przygody i zawiera sporo materiału popularno-naukowego". Książkę określono jako "dozwoloną" dla dzieci w wieku 11-15 lat.

## Analiza
Jak wiele innych utworów Umińskiego, książka ta jest uważana za inspirowaną twórczością Julesa Verne’a, konkretnie Dwudziestoma tysiącami mil podmorskiej żeglugi, a także Gwiazdą Południa. Andrzej Niewiadowski opisał tę książkę jako „niemal dosłowną przeróbkę” tej pozycji Verne’a. Podobną tematykę Umiński rozwinął także w opowiadaniu Przygody łodzi podwodnej.
W książce Umiński podkreśla wagę technicznego, naukowego myślenia – gdyby inżynier nie naprawił statku, śmiałkowie przemierzający powierzchnię arktyczną mogliby zginąć; ich ocalenie, jak pisze Niewiadomski, „potwierdza tezę, iż ujarzmienie niepokornej przyrody ma szanse powodzenia tylko w stalowych pancerzach wehikułów”. Ten fragment powieści można uznać za robinsonadę.